# 김유빈 (2005년)
김유빈(金幼彬, 2005년 1월 14일 ~ )은 대한민국의 배우이다.

## 출연

### 방송

#### 드라마
- 2010년 SBS 《오! 마이 레이디》 - 성예은 역
- 2010년 MBC 《주홍글씨》 - 장하니 역
- 2010년 MBC 《MBC 일요 드라마 극장 - 나야, 할머니》 - 어린 지윤 (은하) 역 (남지현 아역)
- 2011년 KBS 2TV 《강력반》 - 박해인 역
- 2011년 SBS 《49일》 - 어린 신지현 역 (남규리 아역)
- 2011년~2012년 MBC 《애정만만세》 - 남다름 역
- 2011년 KBS 2TV 《공주의 남자》 - 김아강 역
- 2012년 SBS 《아름다운 그대에게》 - 민현지 역
- 2013년 KBS 2TV 《천명: 조선판 도망자 이야기》 - 최랑 역
- 2014년 SBS 《신의 선물 - 14일》 - 한샛별 역
- 2015년 KBS 2TV 《별이 되어 빛나리》 - 어린 조봉희 역 (고원희 아역)
- 2022년 MBC 《내일 (2022년 드라마)》 - 춘자 역

### 영화
- 2013년 《사이코메트리》 - 다희 역

### 광고
- 2012년 ~ 2015년 IBK 기업은행
- 2013년 에너지관리공단 전기절약캠페인 공익광고
- 2013년 베스트 베이비 잡지 모델

## 수상 및 후보
| 연도 | 상                   | 부문               | 작품                       | 결과 |
| ---- | -------------------- | ------------------ | -------------------------- | ---- |
| 2011 | KBS 연기대상         | 여자 청소년 연기상 | 공주의 남자                | 후보 |
| 2011 | MBC 연기대상         | 아역상             | 애정만만세                 | 수상 |
| 2012 | 코리아 드라마 어워즈 | 아역상             | 애정만만세                 | 후보 |
| 2013 | KBS 연기대상         | 여자 청소년 연기상 | 천명: 조선판 도망자 이야기 | 수상 |
| 2014 | 코리아 드라마 어워즈 | 아역상             | 신의 선물 - 14일           | 후보 |
| 2015 | KBS 연기대상         | 여자 청소년 연기상 | 별이 되어 빛나리           | 후보 |